# Composé d'insertion du graphite

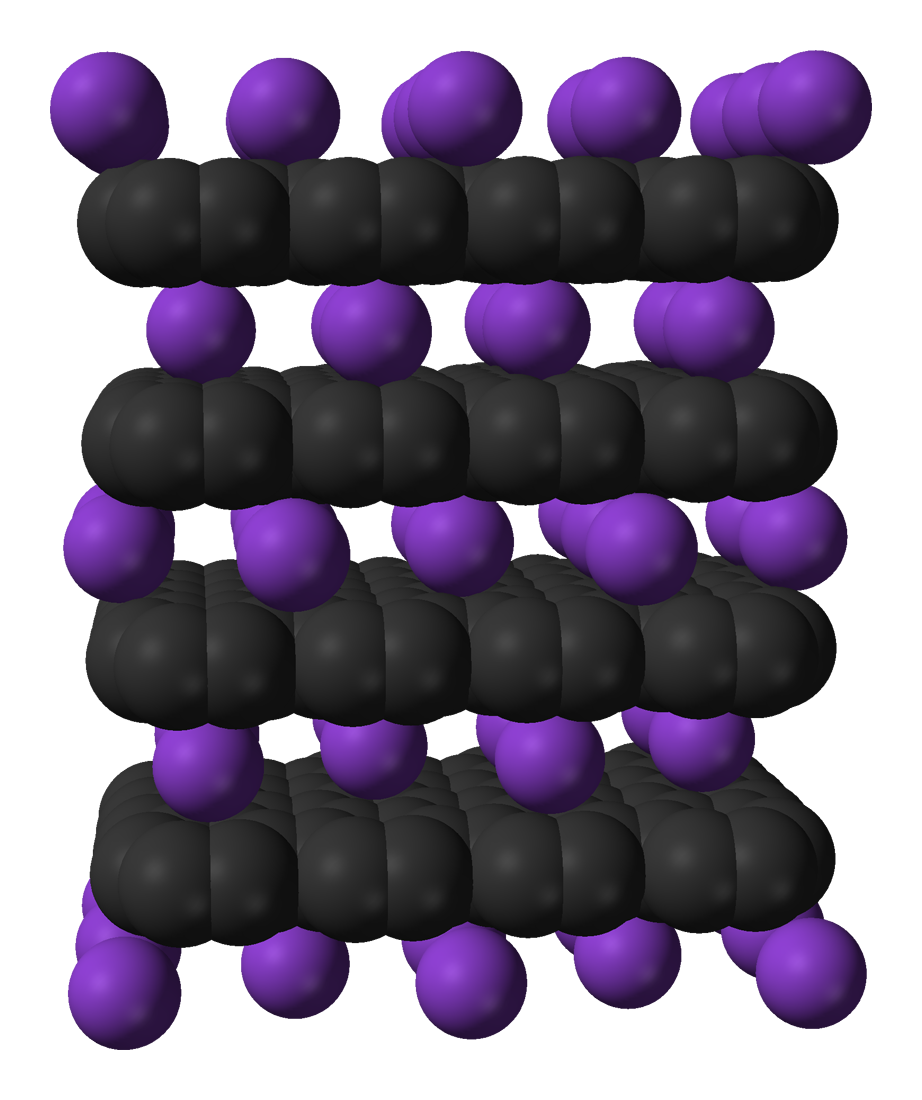
Modèle du potassium-graphite K-C_{8}, vue de côté.

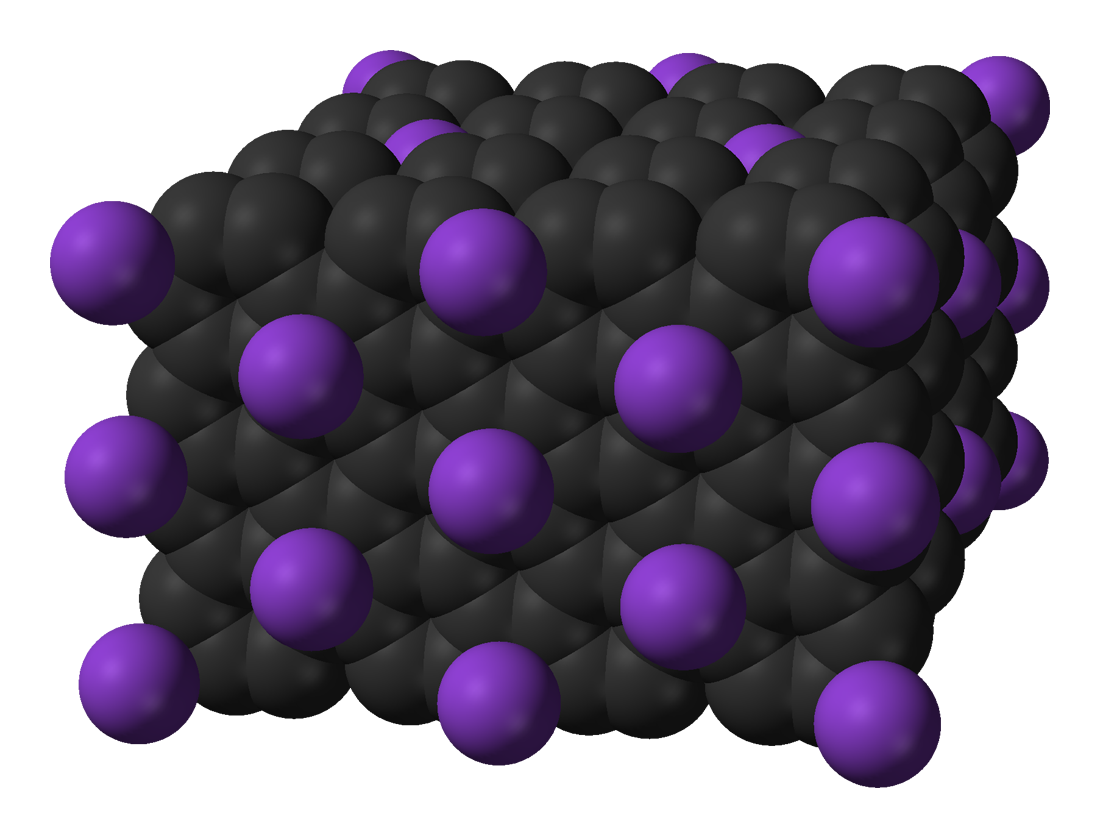
Modèle du potassium-graphite K-C_{8}, vue de dessus.

Les composés d'insertion du graphite, appelés aussi composés d'intercalation du graphite, sont des matériaux complexes qui ont une formule générale X-Cy où X est un élément chimique ou une molécule inséré, intercalé entre les couches de graphène, constitutif du graphite, un allotrope du carbone,,,. 
Dans ce type de composés, les couches du graphite restent intactes et les atomes ou molécules invités sont localisés entre elles. Quand l'hôte (graphite) et l'invité X interagissent par transfert de charge, généralement, la conductivité électrique dans les plans augmente. Quand l'invité forme des liaisons covalentes avec les plans du graphite comme pour les fluorures ou les oxydes, la conductivité décroît à mesure que le système conjugué sp2 du graphène s'effondre.

## Structure générale
Dans un composé d'insertion du graphite, chaque couche intercalaire n'est pas nécessairement occupée par des invités. Dans les composés appelés stade 1, les couches de graphite et les couches intercalaires alternent ; dans les composés stade 2, deux couches de graphite, sans aucun matériau invité intercalé, alternent avec une couche intercalaire. La composition réelle peut varier et donc ces composés sont un exemple de composés non-stœchiométriques. Il est habituel de spécifier la composition avec le stade.
En stade 1, les composés d'intercalation binaires métal-graphite ont la stœchiométrie X-C8 pour les métaux avec les plus grands rayons atomiques (X = K, Rb et Cs) et X-C6 pour les plus petits (X = Li, Sr, Ba, Eu, Yb and Ca).

## Calcium-graphite
De grosses quantités de calcium-graphite Ca-C6 sont obtenues par immersion de carbone pyrolytique très orienté, dans un alliage Li-Ca bien choisi fondu pendant un long moment (10 jours à 350 °C). La structure cristalline de Ca-C6 correspond au groupe d'espace R¯3m. La distance entre couches de graphite augmente de 335 pm à 452,4 pm et la distance carbone-carbone augmente de 142 à 144,4 pm. Parmi les composés d'insertion supraconducteurs, Ca-C6 a la plus haute température critique, Tc = −261,65 °C, qui augmente quand une pression est appliquée, −258,05 °C à 8 GPa.

## Potassium-graphite

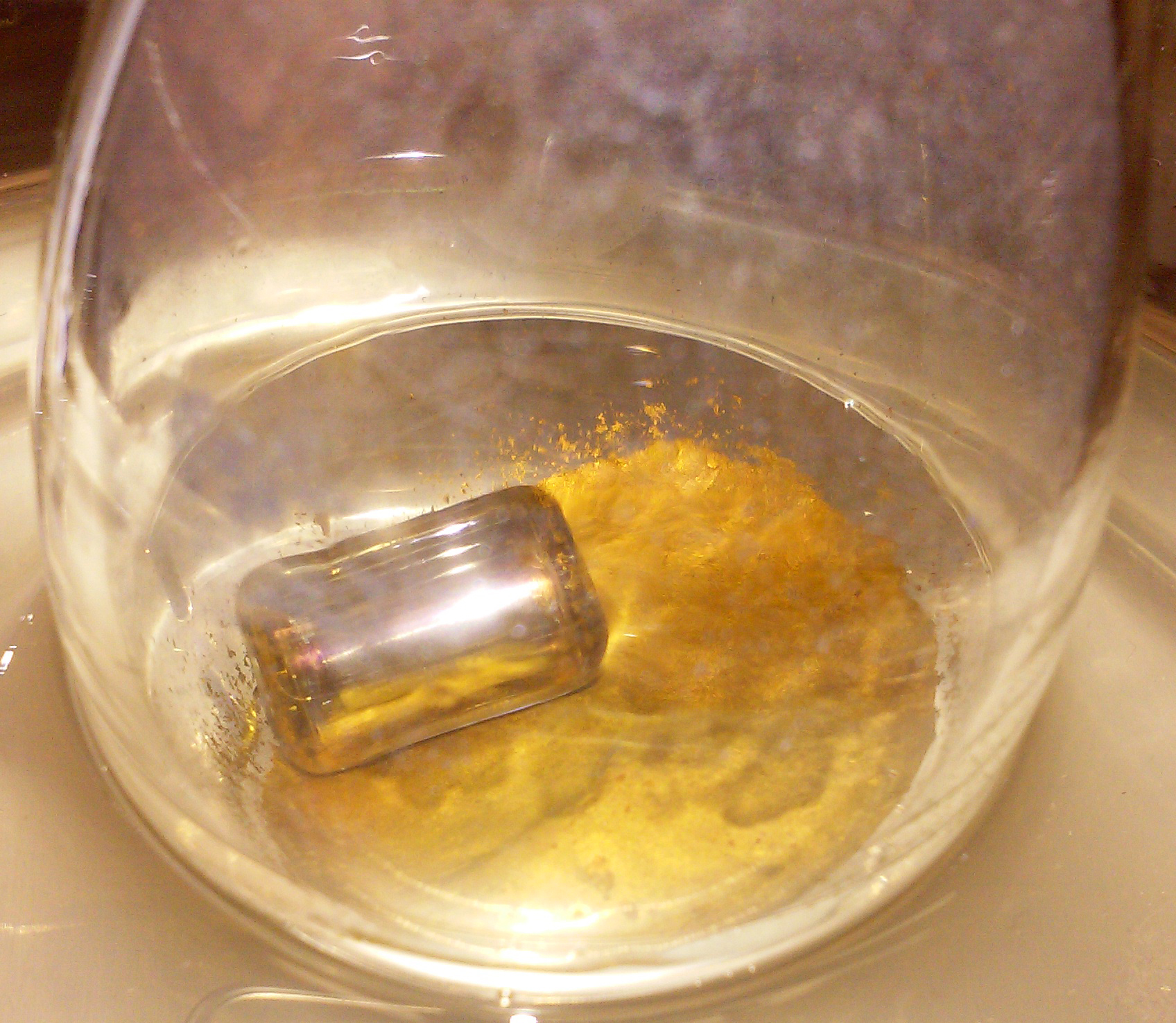
Potassium-graphite et barreau magnétique sous argon.

La forme K-C8 du potassium-graphite est l'un des plus forts agents réducteurs connus. Il est préparé sous atmosphère inerte en fondant du potassium sur une poudre de graphite. Le potassium est absorbé par le graphite et la couleur change du noir aux teintes bronze. Le solide obtenu peut s'enflammer spontanément lorsqu'il est exposé à l'air. Structurellement, la composition peut s'expliquer en considérant que la distance potassium-potassium est le double de la distance entre les centres des hexagones dans les couches du graphite. La liaison entre le graphite et le potassium est ionique et le composé est un conducteur électrique. K-C8 est un supraconducteur avec une température critique très basse, Tc = −273,01 °C. Il a été aussi utilisé comme catalyseur de polymérisation et comme un réactif pour réaction de couplage d'halogénures d'aryle en biphényle. Dans une étude, du K-C8 fraichement préparé, est traité avec du 1-iodododécane (CH3-(CH2)8-CH2I) et forme des plaquettes de taille micrométrique de carbone entourées de longues chaînes alkyle qui permettent de rendre ces plaquettes solubles dans le chloroforme. Un autre composé potassium-graphite, le K-C24, a été utilisé comme monochromateur de neutron.

## Fluorures de carbone
Le monofluorure de carbone (en), noté (CF)x, a été envisagé comme cathode dans un type de pile au lithium. Il est préparé par réaction entre du difluor gazeux et du graphite à 215 °C-230 °C. Sa couleur est gris, blanc ou jaune. Les liaisons entre le carbone et le fluor sont covalentes. Ce composé est un isolant électrique.
Le monofluorure de tétracarbone (C4F ou F-C4) est préparé par réaction entre le difluor gazeux mélangé au fluorure d'hydrogène, HF, avec du graphite à température ambiante. Ce composé a une couleur bleu-noir.

## Autres composés d'insertion
D'autres composés d'intercalation du graphite sont le bisulfate-graphite et l'oxyde de graphite. Des exemples de composés d'insertion du graphite avec des complexes sont ceux avec comme invités le baryum et l'ammoniac (Ba(NH3)2,5-C10,9 (stade 1)) ou ceux avec le césium, l'hydrogène et le potassium (Cs-C8.K2H4/3-C8 (stade 1)).  